# Harry Daghlian
Haroutune Krikor Daghlian Jr., detto Harry (Waterbury, 4 maggio 1921 – Los Alamos, 15 settembre 1945), è stato un fisico statunitense.
Daghlian era un fisico americano che lavorava per il Progetto Manhattan, che progettò e produsse le bombe atomiche utilizzate nella seconda guerra mondiale. Si irradiò accidentalmente il 21 agosto 1945, durante un esperimento di massa critica nel remoto sito Omega nei laboratori di Los Alamos e morì 25 giorni dopo a causa del conseguente avvelenamento da radiazioni.
Daghlian è stato irradiato a seguito di un incidente critico verificatosi quando ha lasciato cadere accidentalmente un mattone di carburo di tungsteno sul nucleo di una bomba da 6,2 kg realizzato in lega di plutonio-gallio. Questo nucleo, successivamente soprannominato il "nucleo del demonio", fu successivamente coinvolto nella morte di un altro fisico, Louis Slotin.

## Biografia
Haroutune Krikor Daghlian Jr. nacque a Waterbury, nel Connecticut, il 4 maggio 1921, uno dei tre figli di Margaret Rose (nata Currie) e Haroutune Krikor Daghlian di origine armena originario di Gaziantep in Turchia emigrato negli Stati Uniti durante il genocidio armeno. Aveva una sorella, Helen, e un fratello, Edward. Subito dopo la sua nascita la famiglia si trasferì dall'altra parte dello stato nella città costiera di New London, nel Connecticut. Studiò alla Harbour Elementary School, dove suonava il violino nell'orchestra della scuola, e alla Bulkeley High School. Nel 1938, all'età di 17 anni, entrò al Massachusetts Institute of Technology, con l'intenzione di studiare matematica, ma si interessò alla fisica, in particolare alla fisica delle particelle, che allora stava emergendo come un nuovo entusiasmante campo. Questo interesse lo portò a trasferirsi a West Lafayette, Indiana, campus della Purdue University, dove si laureò con un Bachelor of Science nel 1942. Iniziò quindi a lavorare sul suo dottorato, assistendo Marshall Holloway con i ciclotroni. Nel 1944, mentre era ancora uno studente laureato, si unì al Critical Assembly Group di Otto Frisch presso il Los Alamos Laboratory del Progetto Manhattan.

### L'incidente a Los Alamos
Durante un esperimento il 21 agosto 1945, Daghlian stava tentando di costruire manualmente un riflettore di neutroni impilando una serie di mattoni di carburo di tungsteno da 4,4 chilogrammi (9,7 libbre) in modo incrementale attorno a un nucleo di plutonio. Lo scopo del riflettore di neutroni era quello di ridurre la massa richiesta affinché il nucleo di plutonio raggiungesse la criticità. Stava spostando l'ultimo mattone sull'insieme, ma i contatori di neutroni avvisarono Daghlian del fatto che l'aggiunta di quel mattone avrebbe reso il sistema supercritico. Mentre ritirava la mano, inavvertitamente lasciò cadere il mattone sul nucleo di plutonio. Poiché l'insieme era quasi in uno stato critico, l'aggiunta accidentale di quel mattone fece sì che la reazione entrasse immediatamente nella regione critica del comportamento neutronico. Ciò ha provocato un incidente critico.
Daghlian ha reagito immediatamente dopo aver fatto cadere il mattone e ha tentato di staccarlo dall'ammasso senza successo. Fu costretto a smontare parte della pila di carburo di tungsteno per fermare la reazione.
Si stima che Daghlian abbia ricevuto una dose di 510 rem (5,1 Sv) di radiazione neutronica, da una resa di 10^16 fissioni. Nonostante le cure mediche intensive, sviluppò sintomi di grave avvelenamento da radiazioni e sua sorella e la madre vedova furono portate via per prendersi cura di lui. Entrò in coma e morì 25 giorni dopo l'incidente. È stata la prima vittima conosciuta causata da un incidente critico. Venne sepolto al Cedar Grove Cemetery a New London.

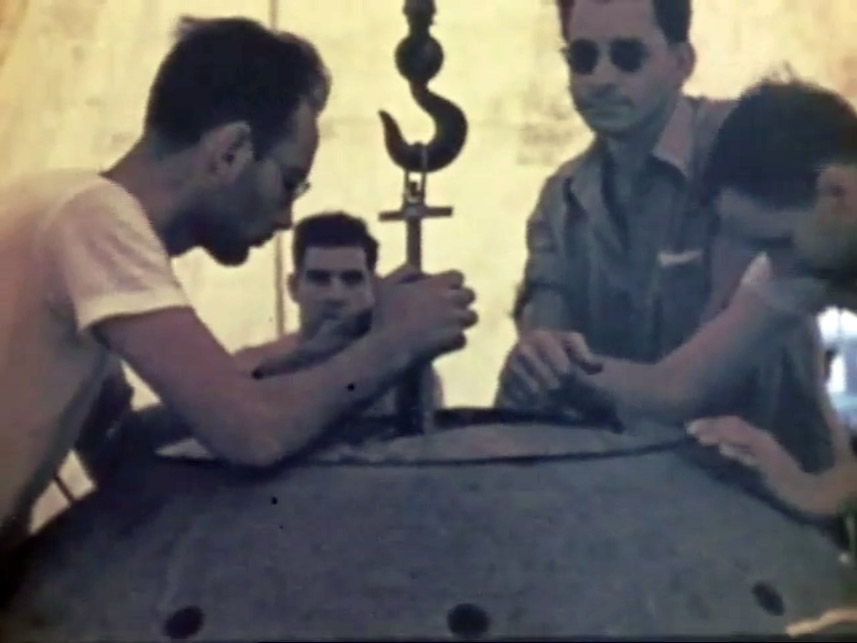
I due fisici Louis Slotin e Harry Daghlian Jr. durante la preparazione del Test Trinity nel luglio 1945. I due fisici morirono in incidenti simili.
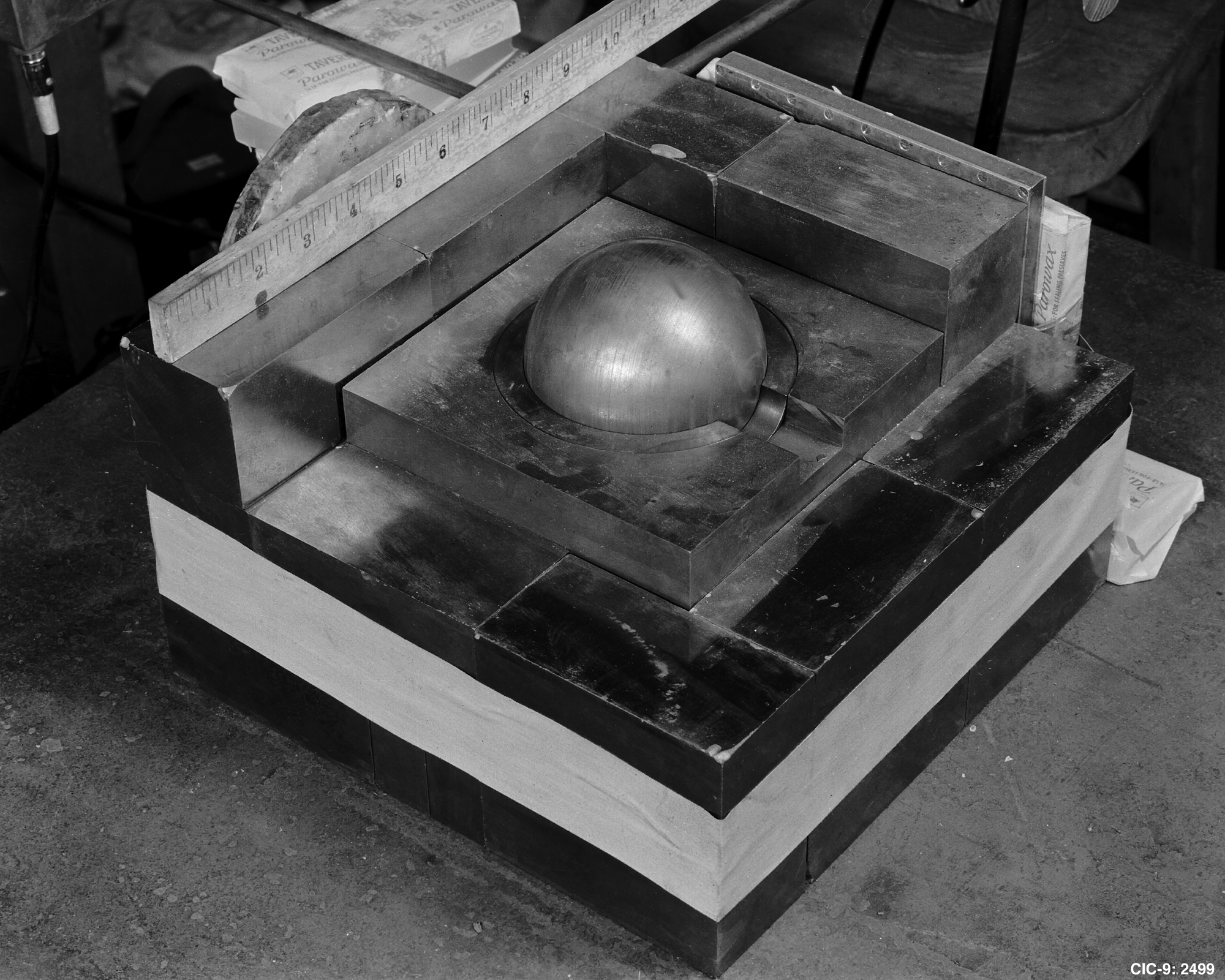
La sfera di plutonio circondata da blocchi di carburo di tungsteno che riflettono i neutroni in una ricostruzione dell'esperimento di Daghlian del 1945.
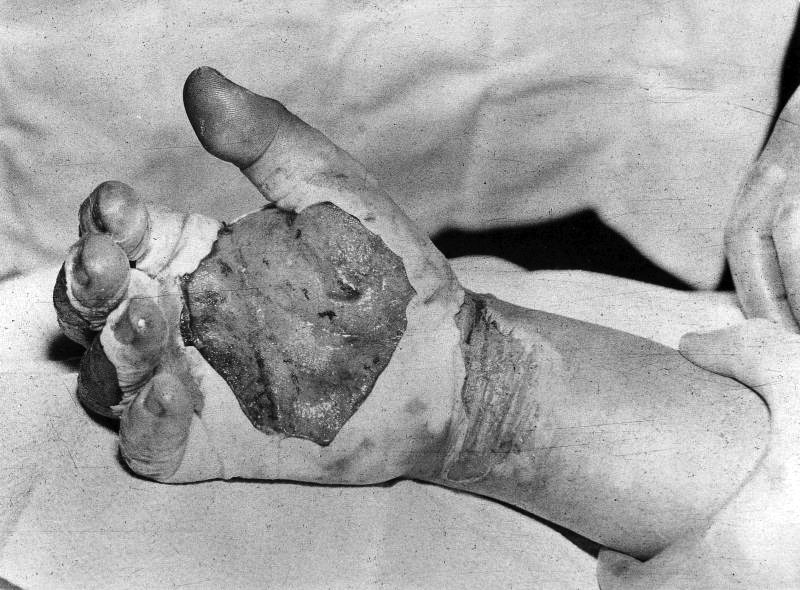
La mano coperta di vesciche e bruciata di Harry K. Daghlian, fotografata il 30 agosto 1945, dopo aver ricevuto la sua dose fatale di radiazioni. Morì 16 giorni dopo questa foto.

## Aumento della sicurezza e commemorazioni
A seguito dell'incidente, le norme di sicurezza per il progetto sono state esaminate e riviste. È stato istituito un comitato speciale per rivedere eventuali esperimenti simili e raccomandare procedure di sicurezza appropriate. Questo cambiamento di procedure includeva la necessità di un minimo di due persone coinvolte in un simile esperimento, l'utilizzo di almeno due strumenti per monitorare l'intensità dei neutroni con allarmi acustici e la preparazione di un piano per i metodi operativi e qualsiasi contingenza che potrebbe verificarsi durante esperimenti simili. Inoltre, furono avviate discussioni e progetti per dispositivi di test telecomandati, che alla fine portarono alla creazione del dispositivo Godiva.
Questi cambiamenti non hanno impedito che si verificasse un altro incidente critico a Los Alamos l'anno successivo. Louis Slotin, un collega di Daghlian, fu ucciso nel 1946 mentre eseguiva test critici sullo stesso nucleo di plutonio. Dopo questi due incidenti divenne noto come il "demon core" e tutti gli esperimenti simili furono interrotti fino a quando i dispositivi di assemblaggio telecomandati non furono più completamente sviluppati e disponibili.
Nel 2000, la città di New London ha eretto una lapide commemorativa e un pennone a Calkins Park per onorare Daghlian. Il suo cognome è scritto male "Daghiian" sul monumento. Il monumento reca un'iscrizione: "sebbene non in uniforme, morì al servizio della sua patria".